# Daisies (film 1910)
Daisies è un cortometraggio muto del 1910. Il nome del regista non viene riportato nei credit.

## Trama
Una giovane donna difende il diritto ad avere un'educazione universitaria, ribattendo alle obiezioni del suo fidanzato che, alla fine, dovrà ammettere di avere torto.

## Produzione
Il film fu prodotto dalla Vitagraph Company of America. Venne girato nello stato di New York, al Vassar College di Poughkeepsie.

## Distribuzione
Distribuito dalla General Film Company, il film - un cortometraggio in una bobina - uscì nelle sale cinematografiche statunitensi il 16 agosto 1910.